# Мельников, Михаил Алексеевич
Михаил Алексеевич Мельников (1857—1933) — волынский губернатор в 1912—1915 годах, действительный статский советник.

## Биография
Из дворян Екатеринославской губернии.
Окончил Петровскую Полтавскую военную гимназию (1876) и Николаевское кавалерийское училище (1878), откуда был выпущен офицером в 8-й уланский Вознесенский полк, в рядах которого участвовал в русско-турецкой войне 1877—1878 годов.
В 1883 году вышел в запас в чине штабс-ротмистра и поступил на службу по гражданскому ведомству. Служил в крестьянских учреждениях Юго-Западного края: состоял мировым посредником 2-го участка Проскуровского уезда, 2-го участка Таращанского уезда, 2-го участка Чигиринского уезда и, наконец, 1-го участка Васильковского уезда. 1 декабря 1902 года назначен членом Киевского губернского по крестьянским делам присутствия (от правительства), а 13 апреля 1909 года — чиновником особых поручений по крестьянским делам при киевском, подольском и волынском генерал-губернаторе.
31 января 1911 года назначен волынским вице-губернатором. 27 февраля 1912 года назначен исправляющим должность волынского губернатора, а 6 декабря того же года утвержден в должности. Кроме того, состоял почетным мировым судьей Житомирского округа, почетным членом Кременецкого православного богоявленского братства, почетным попечителем церковно-приходских школ Житомирского, Новоградволынского и Овручского уездов. Произведен в действительные статские советники 14 апреля 1913 года «за отличие по службе». Во время Первой мировой войны, после занятия русскими войсками Галиции, был назначен львовским губернатором. После оставления Галиции в 1915 году вернулся в Киев, вышел в отставку.
В Гражданскую войну находился на Юге России. В 1920 году эвакуировался из Одессы в Салоники на корабле «Рио-Пардо». В эмиграции в Югославии. Умер около 12 февраля 1933 года в Загребе. Был женат.

## Награды
- Высочайший подарок (1896)
- Орден Святого Станислава 2-й ст. (1897)
- Орден Святой Анны 2-й ст. (6 декабря 1901)
- Орден Святого Владимира 4-й ст. (6 декабря 1906)
- Высочайший подарок (1907)
- Орден Святого Владимира 3-й ст. (1914)

Иностранные:
- гессенский Орден Филиппа Великодушного, кавалерский крест 2-го класса